# Felicia Stancil
Felicia Stancil (Antioch, 18 de mayo de 1995) es una deportista estadounidense que compite en ciclismo en la modalidad de BMX.
Ganó una medalla de oro en el Campeonato Mundial de Ciclismo BMX de 2022. Participó en los Juegos Olímpicos de Tokio 2020, ocupando el cuarto lugar en la prueba individual.

## Palmarés internacional
| Campeonato Mundial | Campeonato Mundial | Campeonato Mundial | Campeonato Mundial |
| Año                | Lugar              | Medalla            | Competición        |
| ------------------ | ------------------ | ------------------ | ------------------ |
| 2022               | Nantes (Francia)   | Medalla de oro     | Carrera            |